# Илия Лилинков
Илия Панев Лилинков е български революционер, деец на Вътрешната македонска революционна организация.

## Биография
Роден е през 1902 година в щипското Ново село. Влиза във ВМРО. През 1927 година тройка на организацията, в състав Лилинков, съгражданина му Ипократ Развигоров и Благой Кралев от Куманово провежда наказателната акция на ВМРО срещу сръбския генерал Михайло Ковачевич - убит на 5 октомври в Щип. Напускат Щип, но на 8 октомври Кралев е заловен край Калаузлия, а на 9 октомври Лилинков и Развигоров са открити от сръбските войски в пещера в планината Плачковица. Водят сражение срещу многоброен противник в продължение на 20 часа. След като привършват боеприпасите си, Развигоров и Лилинков се самоубиват.
Атантатът срещу генерал Ковачевич предизвиква несигурност и дори паника сред сръбските управници, не само в Македония. То е и повод за мащабни репресии – убийства, арести, побоища, обиски и съдебни процеси. Сред убитите непосредствено след атентата са брата на Ипократ Развигоров, бащата на Илия Лилинков, членове на семейството на Иван Михайлов и други.
Анастасия Лилинкова, майката на Илия Лилинков и съпруга на Пане Лилинков, на 16 февруари 1942 година подава документи за българска народна пенсия. Молбата е одобрена и пенсията е отпусната от Министерския съвет на Царство България.